# Кроу-Лагун
Кроу-Лагун — шлаковый конус. Располагается в штате Британская Колумбия, Канада.
Находится в 40 км к северу от города Принс-Руперт. Состоит из слоистой тефры, состоящей из базальтов. Образовался в современный период, на основе вулканического центра, который образовался в четвертичный период. Также присутствуют вулканические бомбы, состав которых неизвестен. Слои тефры покрыли южный склон вулкана. Последнее извержение возможно происходило около 10 тысяч лет назад. Кроу-лагун является одним из вулканов Британской Колумбии, который являлся причиной повышенной сейсмичности в недавнее время.